# Bellerive-sur-Allier
Bellerive-sur-Allier is een gemeente in Frankrijk. De gemeente telde 8.898 inwoners op 1 januari 2022. Het ligt in het departement Allier in Auvergne aan de rivier de Allier, aan de overkant van Vichy. 
De neogotische kerk Saint-Laurian werd aan het einde van de 19e eeuw gebouwd. Tot 23 januari 1903 heette de plaats Vesse; het Franse woord vesse betekent veest, buikwind. Tijdens de Tweede Wereldoorlog woonde maarschalk Philippe Pétain enige tijd in Bellerive in het château du Bost.

## Geografie
De oppervlakte van Bellerive-sur-Allier bedroeg op 1 januari 2022 18,97 vierkante kilometer; de bevolkingsdichtheid was toen 469,1 inwoners per km².
Ter hoogte van Vichy en Bellerive-sur-Allier is de Allier afgedamd waardoor een 2,5 km lang en 120 ha groot meer is ontstaan.
De onderstaande kaart toont de ligging van Bellerive-sur-Allier met de belangrijkste infrastructuur en aangrenzende gemeenten.

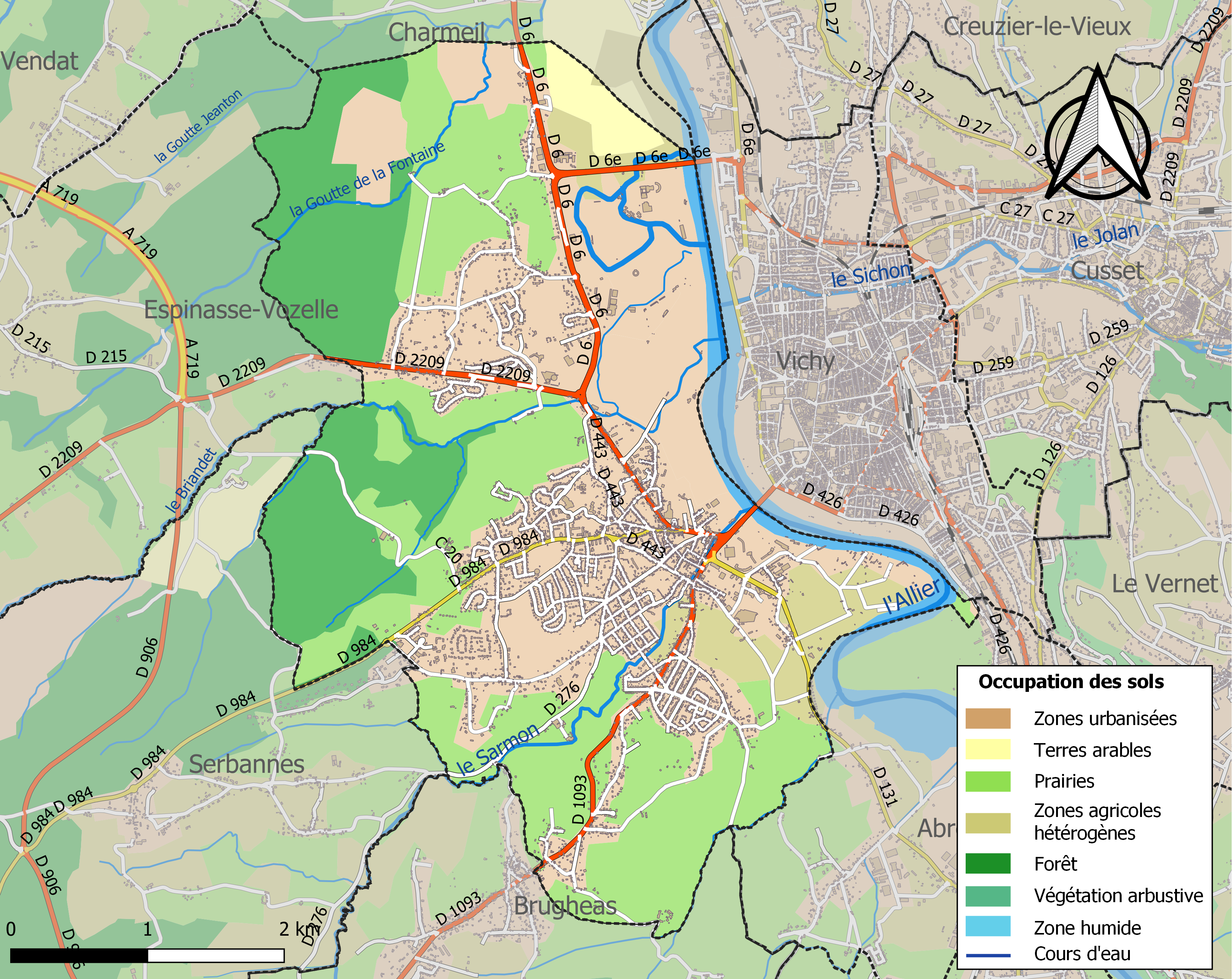

## Demografie
Onderstaande figuur toont het verloop van het inwonertal, bron: INSEE-tellingen.
Vanwege een beveiligingsprobleem met de MediaWiki Graph-software is het momenteel niet mogelijk deze grafiek weer te geven. Zodra de software is bijgewerkt zal de grafiek vanzelf weer zichtbaar worden.

## Sport
In de gemeente ligt een groot omnisportcomplex, CREPS Vichy-Auvergne. Er is ook een hippodroom (Hippodrome de Vichy-Bellerive) en een golfterrein.